# W. D. Snodgrass
William De Witt Snodgrass, noto comunemente come W. W. Snodgrass o con lo pseudonimo S. S. Gardons (Beaver Falls, 5 gennaio 1926 – Erieville, 13 gennaio 2009) è stato un poeta statunitense.

## Biografo
Esponente di spicco della poesia confessionale, W. D. Snodgrass pubblicò una ventina di raccolte poetiche tra il 1959 e il 2006, vincendo il Premio Pulitzer per la poesia nel 1960 per Heart's Needle.
È stato sposato quattro volte: con Lila Jean Hank dal 1946 al 1953, con Janice Marie Ferguson Wilson dal 1954 al 1966, con Camille Rykowski dal 1967 al 1978 e con Kathleen Ann Brown dal 1985 alla morte.